# Коронавірусна хвороба 2019 у Бразилії

Мапа поширення COVID-19 в Бразилії

Спалах коронавірусної хвороби 2019 у Бразилії — це поширення пандемії коронавірусної хвороби 2019 територією Бразилії.

## Хронологія

### 2020
COVID-19 вперше був підтверджений в Бразилії 25 лютого 2020 року, після того як 61-літній чоловік із Сан-Паулу, котрий повернувся із Ломбардії (Італія). Тестування на вірус дало позитивний результат.
11 березня Фондова біржа бразильського Сан-Паулу обвалилася на 10,11 % після того, як Всесвітня організація охорони здоров'я оголосила пандемію.
17 березня помер перший хворий. Ним виявився 62-річний чоловік, який мав низку хронічних хвороб.
Станом на 22 березня в країні було підтверджено 1546 випадків захворювання — 459 із них в штаті Сан-Паулу — в результаті чого загинули 25 осіб. Місцеві зараження були зареєстровані щонайменше в семи штатах.
29 березня кількість інфікованих зросла до 3904 осіб, 93 померло і 6 вилікувалося.
19 травня Бразилія вийшла на третє місце у світі, обігнавши Британію. У Бразилії зафіксували понад 254 тисячі підтверджених випадків інфікування. Всього у країні офіційно зареєстрували 16792 жертви COVID-19, Бразилія посідає шосте місце у світі за кількістю померлих від нової хвороби.
22 травня Бразилія стала епіцентром пандемії. Кількість щоденних нових інфікованих у Бразилії різко зросла із початку травня і за цим показником країна увійшла у трійку країн світу після США та Росії. У Бразилії було близько 300 тис. випадків інфікування. Із вечора 22 травня Бразилія обігнала Росію і посіла друге місце у світі за кількістю випадків інфікуванням коронавірусом. Кількість нових заражених за добу склала 19 тис. осіб. Більшість заражених виявлено в регіоні Сан-Паулу та Ріо-де-Жанейро. Найвищий показник ураженості в штаті Амазонас — 490 осіб на 100 тис. населення.
21 червня Бразилія знаходиться на 2 місці у світі за кількістю інфікованих (1,07 млн) після США (2,3 млн), Росія (576 тис.) — на третьому місці. Її наздоганяє Індія (395 тис.).
22 грудня в країні виявлено новий штам коронавірусу з Британії.

### 2021
19 січня Бразилія почала вакцинацію вакциною компанії з КНР Sinovac.
8 квітня в країні зафіксували рекордну смертність від коронавірусу, протягом дня померло 4249 людей. 24 квітня Міністерство охорони здоров'я Бразилії заявило про зрив вакцинації населення через те, що люди не приходять на друге щеплення.
27 квітня країна відмовилася від використання російської вакцини Спутник V, а 28 квітня Бразилія договір з Pfizer на постачання 1 млн додаткових доз вакцини.
14 червня президента Бразилії Жаїра Болсонару оштрафували за відсутність маски на масовому заході в Сан-Паулу, він заплатив штраф у 108$.

## Причини великої кількості хворих
У Бразилії така ситуація склалася не в останню чергу через президента країни, який відмовився вводити карантин, назвавши коронавірус «ще одним грипом», «грипком». За травень президент Жаїр Болсонару звільнив двох міністрів охорони здоров'я тому, що вони відмовлялися підтримувати його у тому, що вірус не страшний і немає потреби вводити карантин.
Президент виходив на протикарантинні протести і підтримував мітингарів. У деяких штатах губернатори всупереч позиції очільника держави вводили карантин. Карантин у країні ввів у дію парламент, який має досить великий вплив у країні.